# Дебарца
Дебарца (мкд. Дебрца) је историјска област на западу Северне Македоније, у близини Охрида. Данас је цела област у оквиру истоимене општине. Историјско средиште области је насеље Белчишта.

## Географија
Дебарца је котлина реке Сатеске, површине 360 km². Према рељефу, она је подељена на три дела: горњи, средњи и доњи. Река Сатеска тече средишњим делом котлине, која се на ободу уоквирена високим планинама; на истоку се издиже Илинска планина , на југоистоку Плакенска планина, на југу Мазатар, на западу Караорман. На југозападу област се отвара ка котлини Охридског језера, у које се улива река Сатеска.

## Становништво
Основно становништво Дебарца су православни Македонци.
Последњих деценија присутно је исељавање становништва у друге крајеве, посебно у оближњи Охрид, под чијим је утицајем цела област.